# Giuseppe Vaccaro (Architekt)
Giuseppe Vaccaro (* 30. April 1896 in Bologna; † 11. September 1970 in Rom) war ein italienischer Architekt.

## Leben
Vaccaro studierte (Abschluss 1916) am Königlichen Institut der Schönen Künste zu Bologna. An der Königlichen Schule für angewandte Ingenieurwissenschaften machte er dann seinen Abschluss in Architektur.
Anschließend war er 1920/21 Assistent bei Attilio Mùggia, dem Lehrstuhlinhaber für Technische Architektur, und 1934 an der Universität La Sapienza.
Zwischen 1940 und 1942 nahm er gemeinsam mit Gino Franzi am internationalen Wettbewerb für Anıtkabir teil.

## Werke

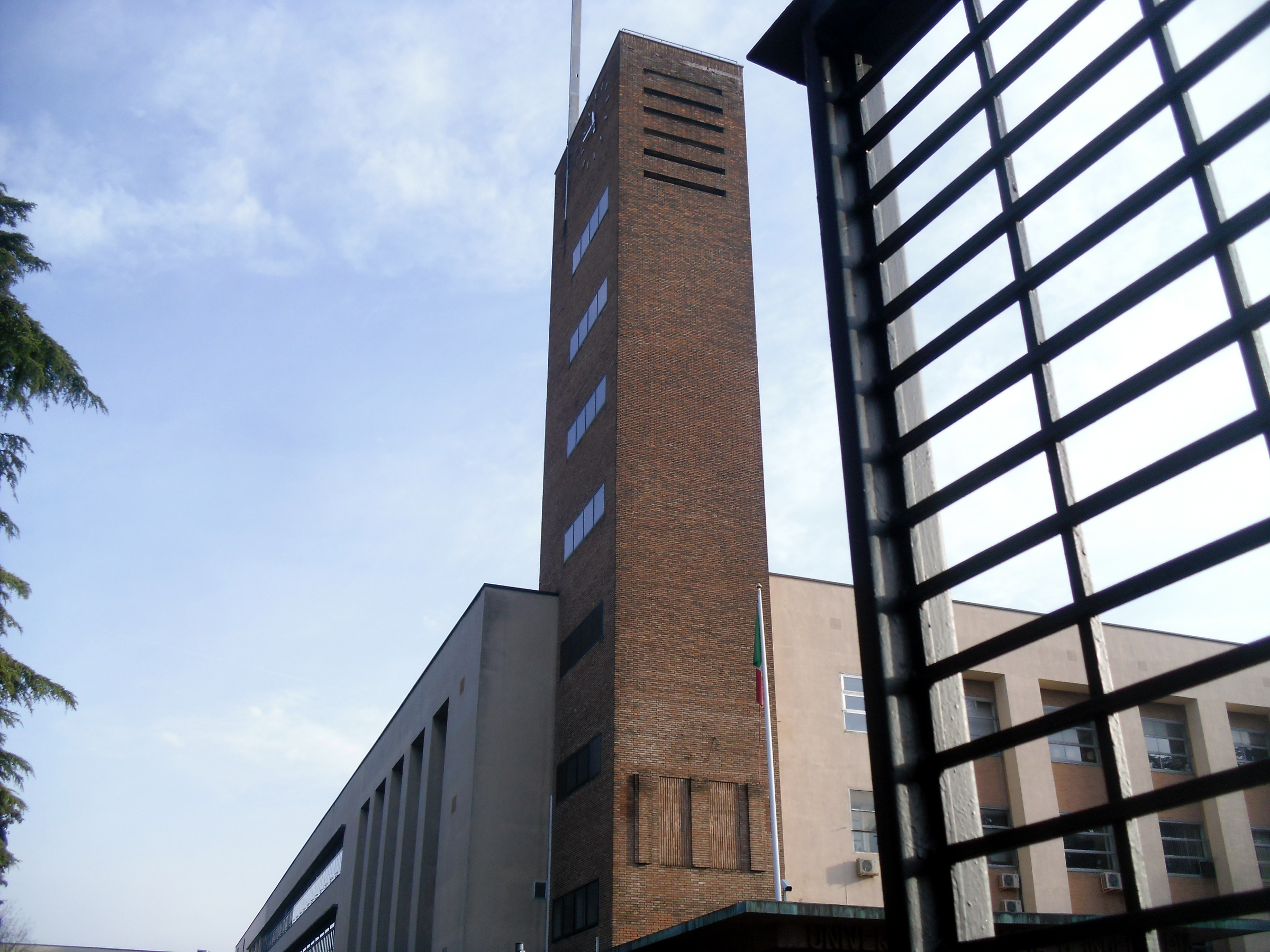
Ingenieurwiss. Fakultät, Bologna

- Palazzo delle Poste (Neapel) (1928–1936)
- Facoltà di Ingegneria di Bologna (1931–1935)
- Torre dell’acquedotto di Rovigo (1932–1936)
- Colonia Agip di Cesenatico (1936–1938)
- Centro storico di Alfonsine (1946)
- Chiesa di Sant’Antonio Abate in Recoaro Terme (1949–1951)
- Quartiere INA-Casa di Piacenza (1953–1955)
- Kirche Sacro Cuore di Maria Immacolata im Stadtteil Borgo Panigale (1955–1962) von Bologna[3]
- Quartiere Ponte Mammolo in Rom (1957–1962)[4]
- Stadtteil Barca in Bologna (1957–1962)
- Chiesa di San Giovanni Bosco in Bologna (1958–1967)[5]
- Chiesa di San Gregorio Barbarigo in Rom-EUR (1970–1972)
- Chiesa dei Santi Martiri d’Uganda in Rom-Ardeatino (1973–1980)

### Buch
- Giuseppe Vaccaro: Schemi distributivi di architettura. Maylender, Bologna 1933 (Digitalisat).